# Ґраганандан Сінґг
Ґраганандан Сінґг (18 лютого 1926 — 7 грудня 2014) — індійський хокеїст на траві і хокеїст.
Олімпійський чемпіон 1948, 1952 років.